# 宫原照彦
宫原照彦（日语：／ Fujita Tokuaki，1951年7月23日—2011年8月7日），日本男子摔跤运动员。他曾代表日本参加1962年亚洲运动会摔跤比赛，获得一枚金牌。他也曾参加1964年夏季奥林匹克运动会。